# 奧利 (愛荷華州)
奧利（英語：Ollie）是一個位於美國愛荷華州基奧卡克縣的城市。

## 地理
奧利的座標為41°11′52″N 92°05′39″W / 41.19778°N 92.09417°W，而該地的平均海拔高度為238米（即781英尺）。

## 人口
根據2010年美國人口普查的數據，奧利的面積為2.56平方千米，當中陸地面積為2.56平方千米，而水域面積為0.00平方千米。當地共有人口215人，而人口密度為每平方千米83人。